# Torgaj
Torgaj (kazašsky Торғай [Torgaj], rusky Тургай [Turgaj]) je řeka v Aktobské oblasti v Kazachstánu. Je 825 km dlouhá. Povodí má rozlohu 157 000 km².

## Průběh toku
Vzniká soutokem řek Žaldama a Kara Turgaj, které pramení na západním okraji Kazašské pahorkatiny a teče přes Turgajskou úžlabinu. Ztrácí se v bezodtoké propadlině slaniska resp. jezera Šalkarteniz.

## Vodní stav
Zdroj vody je převážně sněhový. V létě se voda na dolním toku stává mírně slanou. Zamrzá v listopadu a rozmrzá v dubnu.